# Ma Corriveau
Ma Corriveau est une pièce de théâtre écrite par Victor-Lévy Beaulieu en 1973 alors qu'il est professeur de littérature à l'École nationale de théâtre du Canada. Commandée par Michelle Rossignol (professeure d'interprétation au même moment à qui il dédie sa pièce), l'actrice et metteuse en scène en fait une première mise en scène avec ses élèves finissants.
Ce n'est qu'en 1976 qu'elle sera créée professionnellement au Centre du Théâtre d'Aujourd'hui dans une mise en scène de André Pagé, ainsi que publiée sous le nom de Ma Corriveau suivi de La Sorcellerie en finale sexuée chez VLB Éditeur Inc., maison d'édition créée par l'auteur lui-même. La deuxième partie La Sorcellerie en finale sexuée est dédiée à la figure de la sorcière (son origine, le lien à la religion, les méthodes de tortures, etc), le tout dans une langue revendicatrice et cynique.

## Genèse
Dans sa pièce, Victor-Lévy Beaulieu met en avant Marie-Josephte Corriveau pendue en 1763 après avoir été jugée coupable du meurtre de son second mari Louis Dodier. Elle est ensuite mise en cage, laissant sa dépouille pourrir à la vue des habitants de Lévis. Étant donné que l'histoire de son procès et sa mise à mort sont sujettes à maintes transformations orales, Marie-Joseph Corriveau est par la suite qualifiée, dans l'imaginaire populaire, de sorcière. Elle est aujourd'hui considérée comme la première sorcière du folklore québécois. Cette histoire devient une source d'inspiration pour de nombreux dramaturges comme Louis-Honoré Fréchette, Guy Cloutier, André Carpentier et bien sûr Victor-Lévy Beaulieu. Louis Fréchette, déclarera en 1872 que Marie-Joseph Corriveau est « une relique éloquente d'un de ces terribles drames judiciaires qui passent à l'état de légende dans la mémoire du peuple ».

## Les Personnages
- Jos Violon, conteur invoquant les autres personnages
- Tom Caribou
- Titange
- Fefi Labranche
- Zèbre Roberge
- La Corriveau Blanche
- La Corriveau Noire
- Le Juge
- Joseph Corriveau
- (Coq Pommerleau[3],[4])

Les personnages en italiques sont issus des contes de Louis-Honoré Fréchette, écrivain québécois ayant retranscrit par écrit les contes de Joseph Lémieux, dit Jos Violon, conteur du XIXe siècle.

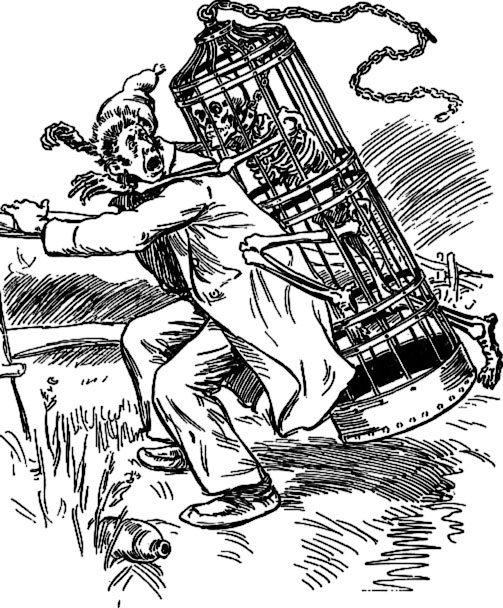
La Corriveau, dans sa cage, s'en prenant à François Dubé, illustration réalisée par Henri Julien pour une édition des Anciens Canadiens de Philippe Aubert de Gaspé, illustration aussi utilisée comme page de couverture de Ma Corriveau suivi de La Sorcellerie en finale sexuée pour VLB Éditeur.

## Résumé
Jos Violon, après un soliloque permettant de s'introduire lui-même, fait apparaître ses personnages (Tom Caribou, Titane, Fefi Labranche et Zèbre Roberge) d'un claquement de doigts. Il utilise en effet la magie tout au long de la pièce pour envoûter les personnages, faire apparaître des objets, modifier le temps, etc. Les personnages des contes de Louis-Honoré Fréchette vont alors être présents tout au long de la pièce pour faire un « procès-conte... c'ui d'la Corriveau » (p. 20) comme l’explique Tom Caribou au reste du groupe.
L'heure du procès arrivant, le conteur fait apparaître La Corriveau Blanche et La Corriveau Noire, et Tom Caribou est désigné pour interpréter le Juge. Bien que Jos Violon garde son nom, il interprète durant cette période Joseph Corriveau, le père de l'accusée. Ce procès est présenté aux autres personnages comme une pièce de théâtre où tous deviennent spectateurs. Tous les acteurs du procès débattent, et les spectateurs de cette mise en abîme théâtrale commentent ce qu'ils voient. Les Corriveaux dévoilent leur nature, celle qui est innocente et celle qui a tué,, la Corriveau Noire étant le mauvais esprit de la Corriveau Blanche. Seul Zèbre Roberge, n'arrivant pas à s'intégrer au procès et trouvant cette histoire bien trop horrible, quitte le tribunal fictif.
La pièce prend un tournant décisif après le procès où la Corriveau est jugée coupable. Jos Violon refait usage de la magie sur ses personnages (hormis Zèbre Roberge qui n'est toujours pas revenu), les faisant marcher sur place pour ne pas qu'ils partent. Dans un espace tout d'abord peu visible de la scène, Violon fait apparaître la cage de la Corriveau. Le groupe entend alors des cris, ceux de Zèbre Roberge revenant en rampant dans un mauvais état. Il raconte avoir été victime des sorts magiques de la Coriveau, faits auxquelles ne croient pas ses amis. Les deux Corriveaux, dans un grand final, font alors danser tous les personnages grâce à leur chant qui les ensorcelle tous, hormis Zèbre Roberge qui se bouche les oreilles et qui essaie en vain de sauver ses amis, (sans compter Jos Violon, maître de la situation).
Jos Violon, après ce chaos général brise une seconde fois le quatrième mur en s'adressant directement à la salle. Il explique que c'est cette histoire qu'il aurait aimé raconter, bien qu'il invente quelques éléments car « c'pas un conte si s'glisse par d'dans quéques bonnes grosses ment'ries. » (p. 80) Il raconte alors la suite de ce qui est arrivé à la cage de la Corriveau jusqu'à aujourd'hui (en l’occurrence 1973), et comment ce que les hommes ont fait à cette femme a permis de construire le mythe autour d'elle.

## Analyse
Ma Corriveau est une pièce sans acte et en prose. Sa langue s'apparente au joual, cependant Beaulieu le pousse à l'extrême, mettant par écrit des mots et expressions déformées, parfois inventées. Jean O'Neil qualifie cette pièce comme un "exercice de style à l’ancienne et tableau historique à la moderne" ayant "l'attrait des vieux meubles dont on décore les appartements neufs."
Ce qui ressort de cette œuvre n'est pas tant la figure de la Corriveau mais plutôt le reflet d'une époque à laquelle veut rendre hommage l'auteur, de par les personnages représentés et la langue employée par ces derniers.
Le double niveau de langage, les sous-entendus descriptifs et les digressions, servent le sens du conte en créant un état d'envoûtement chez les spectateurs et spectatrices, pour ainsi grossir l'événement magique auxquels ils assistent.

## Mises en scène

### Michelle Rossignol, École Nationale de Théâtre du Canada, 1973
Cette mise en scène de Michelle Rossignol a été présentée au Monument National les 3, 4, 5 et 6 octobre 1973.

#### Distribution
- Marie-Michèle Desrosiers
- Carole Fréchette
- Marcel Gauthier
- Denis Mercier
- Carol-Serge Robichaud
- Jacques Rossi
- Robert Sage
- Monic Vigneault

Il s'agit des finissants de l'École nationale de théâtre de l'année 1973 qui devraient avoir travaillé avec Michelle Rossignol dans cette mise en scène[réf. souhaitée].

### André Pagé, Théâtre d'Aujourd'hui, 1976
Cette mise en scène de Ma Corriveau a eu lieu au Théâtre d'Aujourd'hui du 16 septembre au 31 octobre 1976, mis en scène par André Pagé. C'est la première fois que la pièce de Beaulieu est jouée professionnellement.

#### Distribution
- Ernest Guimond : Jos Violon
- Gilbert Lepage : Tom Caribou
- Jacques Rossi : Titange
- Yves Labbé : Fefi Labranche
- Guy Nadon : Zèbre Roberge
- Diane Ricard : La Corriveau Blanche
- Évelyn Regimbald : La Corriveau Noire
- Denis Chouinard : Joseph Corriveau

- Françoise Berd : La Justice
- Pierre Lebeau : Le Coq Pommerleau

#### Création
- Pierre F. Brault : musique
- Jean Bélisle : décor
- François Barbault : costumes
- Claude-André Roy : éclairages

#### Réception critique
Les critiques sont très partagées quant à l'écriture même de la pièce, avec un avis assez tranché sur la question. Le spectacle a tout de même un succès certain auprès du public étant donnée que le Théâtre d'Aujourd'hui prolonge les représentations, et a un « succès extraordinaire » d'après Le Devoir.
Jean-Paul Daoust écrit, dans la revue théâtrale Jeu, "[Jos Violon] ne raconte pas grand chose et son nom [à Marie-Joseph Corriveau] n'est qu'un prétexte. (...) On regarde cette bande d'abrutis (bûcherons/version Théâtre d'Aujourd'hui) faire semblant de mimer le pauvre peuple", critiquant autant l'écriture de Victor-Lévy Beaulieu que la mise en scène et le scénographie. Les éléments qu'il critique (langue, personnages, toile du décor, costumes) sont pour d'autres un mélange du vieux dans le contemporain, avec un jeu des comédiens et comédiennes d'une grande justesse, le tout dans une très belle composition, faisant revenir tout l'univers folklorique québécois.

### Jacques Crête, Centre Culturel de Trois-Rivières, 1978
Cette mise en scène a eu lieu au Centre Culturel de Trois-Rivières le 4 juin 1978 par la troupe Théâtre de l'Eskalier formée d'étudiants du Collège Laflèche et sous la direction de Jacques Crête.
Elle a pour particularité de ne pas avoir deux personnages de La Corriveau mais trois Corriveau Blanche et trois Corriveau Noire.

#### Distribution
- Marie Bourassa
- Serge Caron
- Kate Dufresne
- Suzanne Gervais
- Sylvie Saint-Yves
- Gaétan Grenier
- François Lamontagne
- Jacques Métard
- Lyne Paquin
- Marie-Claude Roy

### Lorraine Pintal, Théâtre de l'Atrium, 1978
Cette mise en scène a eu lieu au Théâtre de l'Atrium à partir de septembre 1978, mais aussi en janvier 1979.

#### Distribution
- Jacques Theriault : Tom Caribou et Le Juge
- Denis Gagnon : Fefi Labranche
- Ronald Guèvremont : Zèbre Roberge
- Jeanne Ostiguy : La Corriveau Blanche
- Danielle Fichaud : La Corriveau Noire
- André Doucet : Titange et Joseph Corriveau

#### Création
- Pierre Moreau : musique
- Paule Pintale : décor et costumes

#### Réception critique
Ce qui ressort de la critique de Jean-Paul Brousseau est plutôt tourné sur l'écriture de Beaulieu plutôt que sur la mise en scène de Lorraine Pintal, qualifiant les personnages d'hystérique et la langue de trop vieillotte.

### Troupe Le Théâtre de l'Atrium, Université du Québec à Trois-Rivières, 1978
Cette mise en scène a été créée par Le Théâtre de l'Atrium, une troupe montréalaise. À l'occasion d'une tournée, le spectacle se joue le 27 octobre 1978 à l'UQTR. Cette tournée a été financée par le ministère des Affaires culturelles et le Conseil des arts.

### Sitographie
- Ma Corriveau, Centre du Théâtre d'Aujourd'hui. 2019. [consulté le 10 novembre 2019]